# Vlag van East Lothian
De vlag van East Lothian is de officiële vlag van het Schotse graafschap East Lothian. Hij werd in het kader van een wedstrijd ontworpen en bij het Flag Institute geregistreerd op 13 december 2018.
De vlag bestaat uit een gouden leeuw op een blauwe achtergrond, ingebed in een ruit binnen het Schotse Andreaskruis. Volgens de overlevering zou de Saltire in East Lothian ontstaan zijn; de leeuw staat op het wapen van de graafschapshoofdstad Haddington en verwijst naar Willem I van Schotland, genaamd Willem de Leeuw, die in Haddington geboren zou zijn. Goud staat voor welvaart en de diagonale strepen van het Andreaskruis stellen de rivieren Esk en Tyne voor.
De ontwerpwedstrijd werd eind 2017 door het bestuur van het graafschap geopend in samenwerking met de plaatselijke krant East Lothian Courier. Van de 620 inzendingen werden er vier aan het publiek voorgelegd, dat op één vlag een stem kon uitbrengen. De nieuwe vlag werd op 13 december 2018 door de Lord Provost John McMillan voorgesteld op een receptie in Haddington. Winnaar Archie Martin was echter vóór de bekendmaking overleden.